# باول ويلكس
باول ويلكس (بالإنجليزية: Paul Wilkes)‏ هو كاتب أمريكي، ولد في 1938.